# 枕横沟
枕横沟（英文：Transverse occipital sulcus）是位于大脑枕叶的一条脑沟。枕横沟是顶内沟后端在枕叶的延伸，位于枕叶上部。枕横沟将枕回的上部划分成枕上回和枕中回。
枕横沟与人脑的场景感知功能相关。